# Peter Baco
Peter Baco (n. 9 aprilie 1945) este un om politic slovac, membru al Parlamentului European în perioada 2004-2009 din partea Slovaciei.

## Carieră
- 1963-1968: Unversitatea de Agricultură (Nitra), Facultatea de Economie și Management
- 1968-1973: Zootechnician
- 1973-1985: Președinte a unei cooperative agricole
- 1986-1990: Șef al departamentului de planificare, Ministerul Agriculturii și Alimentației al Republicii Slovace
- 1990-1992: Președinte a unei cooperative agricole
- 1992-1998: Ministrul Agriculturii al Republicii Slovace

1. 1 2  ]][[Categorie:Articole cu legături către elemente fără etichetă în limba română
2. ↑  Deputații în Parlamentul European